# Kupferhaltige Komplexe der Chlorophylle und Chlorophylline

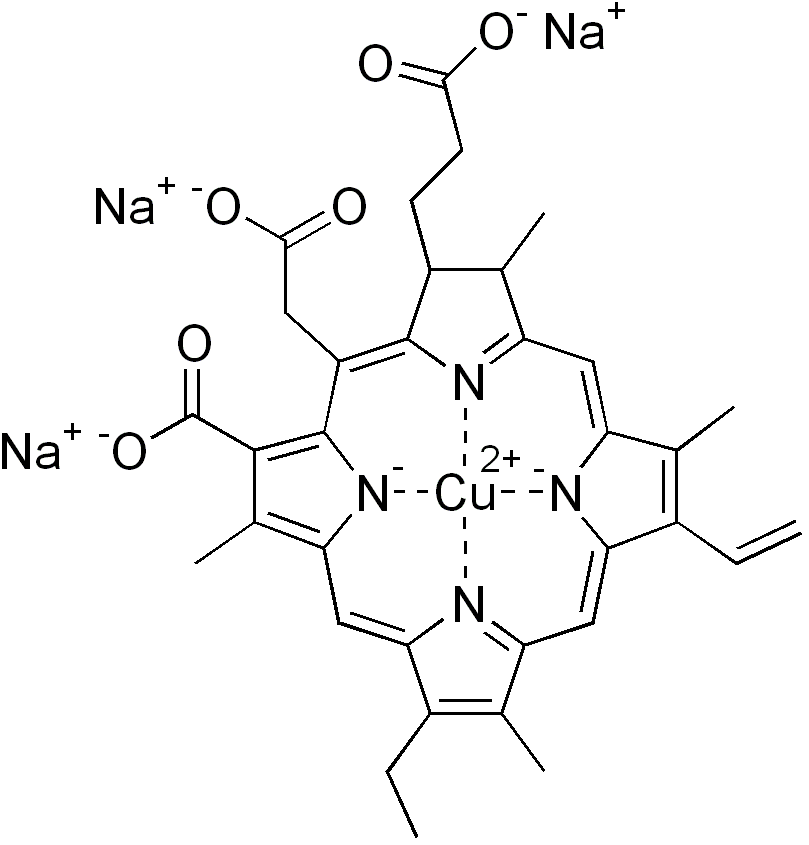
Chlorophyllin

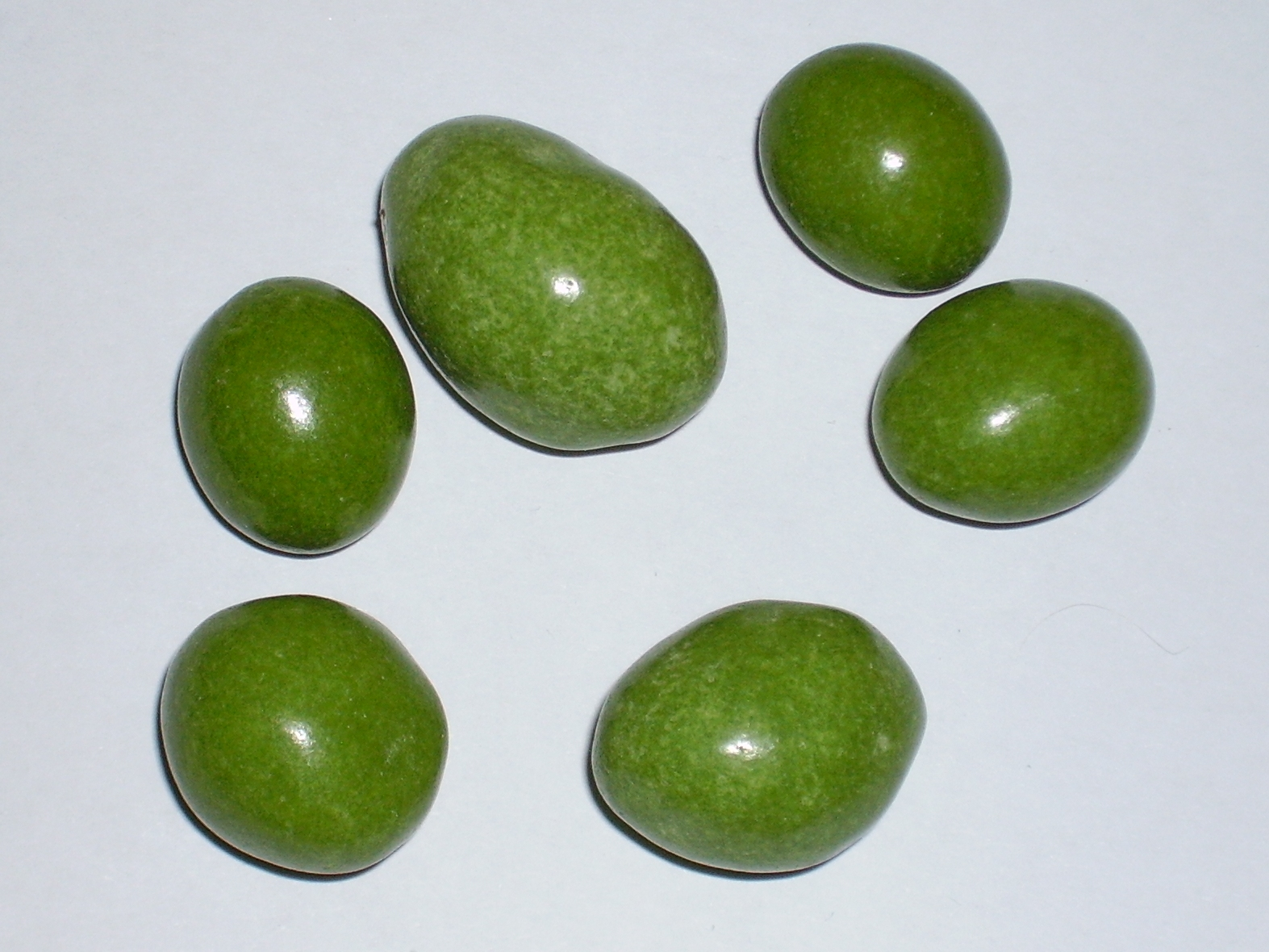
Mit kupferhaltigen Komplexen der Chlorophylle gefärbte Süßigkeiten

Die Kupferhaltigen Komplexe der Chlorophylle und Chlorophylline (E 141) sind grün. Durch die Anreicherung der pflanzlichen Pigmente Chlorophyll und Chlorophylline entstehen stabile, farbintensive und wachsähnliche Verbindungen. Diese Farbstoffe erscheinen olivgrün bis dunkelgrün, je nachdem wie hoch der Anteil von Kupfer- und/oder Magnesiumionen ist. Sie sind stabiler bei Licht und Hitze als ungekupferte Chlorophylle (E140), nicht beständig gegen Säuren und können in pflanzlichen Ölen gelöst werden.

## Herstellung
Die Chlorophylle werden aus Luzernen und Nesseln extrahiert. In einer weiteren chemischen Reaktion können diese zu Chlorophyllinen umgewandelt werden. Anschließend werden sie mit Kupferionen angereichert. Dazu wird der Extrakt mit Kupfer(II)-salzen versetzt, wodurch die Kupferionen die Magnesium-Zentralionen ersetzen.

## Verwendung als Lebensmittelfarbstoff
Sie werden vor allem als Lebensmittelfarbstoff für die Färbung von grünem Gemüse verwendet, das in Essig oder Salzlake konserviert ist. Sie sind in der EU als Lebensmittelzusatzstoff unter der E-Nummer E 141 für alle für Zusatzstoffe zugelassenen Nahrungsmittel ohne Höchstmengenbeschränkung (qs) zugelassen.
Unter anderem finden sich die Farbstoffe in:
- Marmeladen & Konfitüren
- Süßwaren, Geleewaren, Speiseeis, Kaugummi
- Limonaden, Likören, Alkopops, Biermischgetränken
- Kosmetika und Pharmazeutika (zum Färben von Ölen, Seifen, Salben)
- Snacks und Kartoffelchips
- Wasabi
- Käse

### Gesetzliche Regelungen
In Deutschland wurden  Chlorophyllin-Kupfer-Komplexe durch die Farbstoff-Verordnung ab 1959 für die Verwendung als Lebensmittelfarbstoff zugelassen. Zur Übernahme der Richtlinie des Rats zur Angleichung der Rechtsvorschriften der Mitgliedstaaten für färbende Stoffe, die in Lebensmitteln verwendet werden dürfen in nationales Recht wurde die Farbstoff-Verordnung 1966 angepasst und für die kupferhaltigen Komplexe der Chlorophylle die E-Nummer E-140 aufgenommen. Ab 1978 wurde die Verwendung in Deutschland durch die Zusatzstoff-Zulassungsverordnung geregelt. Durch die Verordnung (EG) Nr. 1333/2008, die am 20. Januar 2009 in Kraft trat, ist die Verwendung von Chlorophyll als Lebensmittelzusatzstoff im ganzen EWR einheitlich geregelt.

### Sicherheit
Die erlaubte Tagesdosis liegt bei 15 mg/kg Körpergewicht (Summe von Chlorophyll-Kupfer-Komplex und Chlorophyllin-Kupfer-Komplex).
E 141 gilt als gesundheitlich unbedenklich und wird größtenteils unverdaut wieder ausgeschieden. Fütterungsversuche zeigten keine Anzeichen für Kupferanreicherungen in Organen.